# Вол (Јужна Дакота)
Вол (енгл. Wall) град је у америчкој савезној држави Јужна Дакота.

## Демографија
По попису из 2010. године број становника је 766, што је 52 (-6,4%) становника мање него 2000. године.
| Група             | 2000.       | 2010.       |
| Белци             | 747 (91,3%) | 675 (88,1%) |
| Афроамериканци    | 2 (0,2%)    | 1 (0,1%)    |
| Азијати           | 1 (0,1%)    | 1 (0,1%)    |
| Хиспаноамериканци | 6 (0,7%)    | 8 (1,0%)    |
| Укупно            | 818         | 766         |